# Hvidtoppet kakadu
Hvidtoppet kakadu (latin: Cacatua alba) er en kakadu, der lever i Indonesien.